# نافا بوكر
نافا بوكر (بالعبرية: נאוה פרחי-בוקר، من مواليد 15 نوفمبر 1970) صحفية وسياسية إسرائيلية.